# حارة احمد ناصر (الشيخ عثمان)
حارة احمد ناصر هي إحدى حارات حي أول مايو الواقع بمديرية الشيخ عثمان التابعة لمحافظة عدن، بلغ تعداد سكانها 2444 نسمة حسب تعداد اليمن لعام 2004.